# Jennifer Copping
Jennifer Copping (nacida en Sechelt, British Columbia) es una actriz canadiense.

## Vida y carrera
Ella se trasladó a Vancouver durante su juventud y persiguió allí desde entonces su ambición de ser cantante, bailarina y actriz, teatral y de pantalla. Desde entonces ha podido llevar una carrera exitosa, que dura ya 30 años. Participó en películas como Supervolcán (2005) y Becoming Redwood (2012) e hizo muchas apariciones secundarias como en 21 Jump Street (19990-1991) y Van Helsing (2016). En esa carrera recibió además 2 Premios y 2 Nominaciones.
Jennifer está casada con Jesse James Miller desde 1998 y tiene dos hijos.

## Filmografía (Selección)

### Películas
- 1995: Luchando por mi hija (película de televisión)
- 1995: Deadly Sins
- 1998: Alarma en alta mar (película de televisión)
- 2000: Protección
- 2003: Siete novios (película de televisión)
- 2005: Supervolcán (película de televisión)
- 2008: Tornado en Nueva York (película de televisión)
- 2011: La mujer del pastor (película de televisión)
- 2012: Becoming Redwood
- 2016: Mi dulce Audrina (película de televisión)
- 2016: La confirmación
- 2017: A Bundle of Trouble: An Aurora Teagarden Mystery (película de televisión)

### Series
- 1989-1989: Booker (1 episodio)
- 1990-1991: 21 Jump Street (2 episodios)
- 1994-1996: Hurricanes (7 episodios)
- 1998-1998: Brian Powered (9 episodios)
- 1999-2001: Sherlock Holmes en el siglo XXII (26 episodios)
- 2016-2016: Van Helsing (3 episodios)